# Таврида (автошлях)

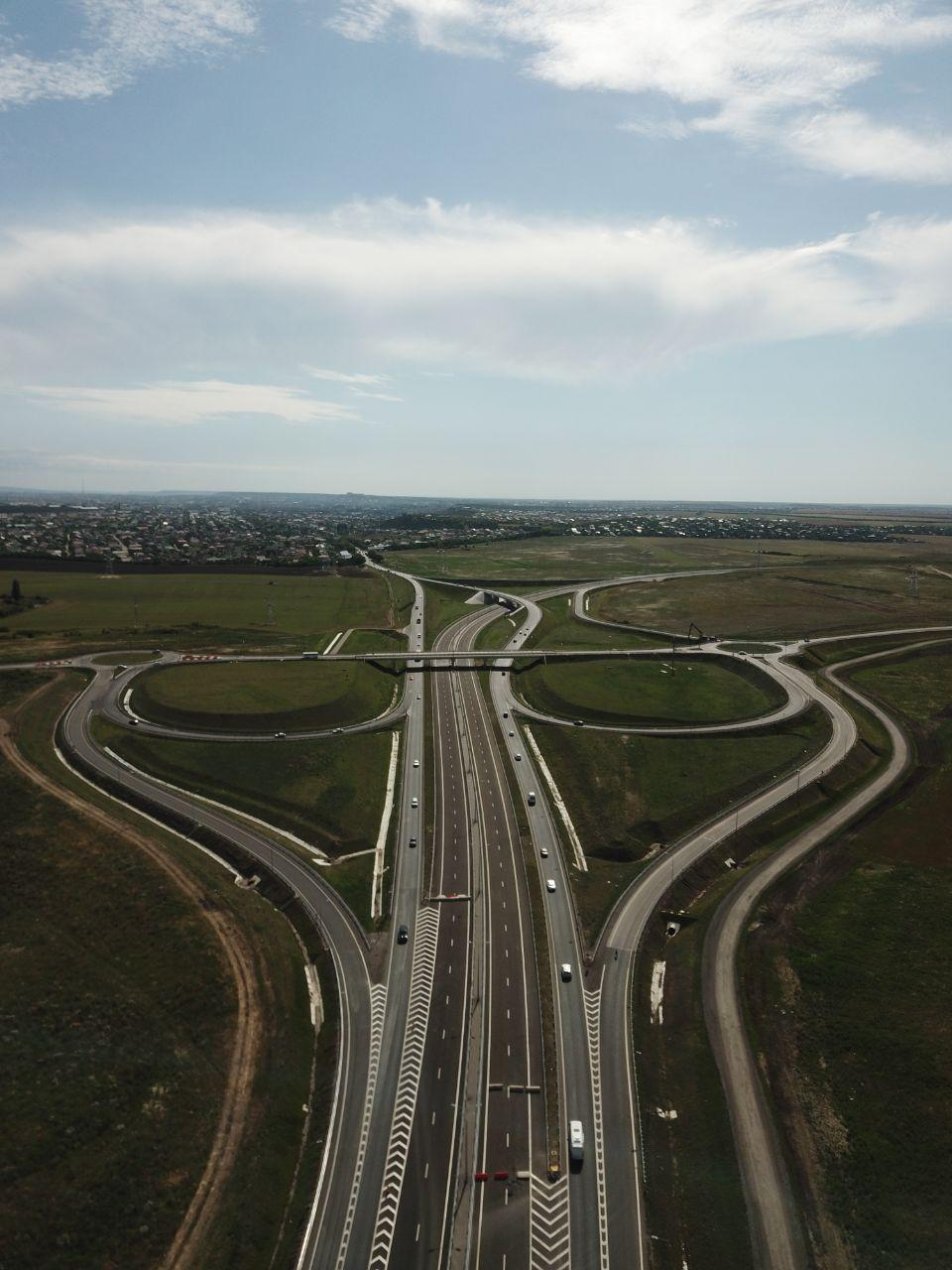

А-291 «Таврида» — автомобільна дорога Керч — Сімферополь — Севастополь на території окупованого Криму. Відкрита 27 серпня 2020 року. Протяжність автодороги — 250,75 км. Автодорога починається від Мосту через Керченську протоку, що сполучає Крим і Кубань (вихід у Керчі на дорогу А290). У траси є відгалуження Сімферополь — Євпаторія — Мирний. Остаточне офіційне введення траси в експлуатацію відбулося в середині грудня 2020 року.

## Історія
Тимчасова окупація Криму путінською Росією привела до перерозподілу транспортних потоків, що викликало необхідність будівництва траси.
У 2016 році загальна вартість проекту оцінювалася місцевою владою в 139 млрд рублів. Тоді ж були затверджені остаточні рішення по маршруту і характеристикам траси. Було вирішено, що половина автодороги буде прокладена заново, друга пройде по існуючих дорогах (реконструкція). Визначено 6 пускових ділянок. У 2017 році всі їхні проекти пройшли державну експертизу.
Будівництво дороги почалося в травні 2017 року Виконавцем робіт з будівництва траси є АТ «ВАД».

## Маршрут
Автодорога проходить за маршрутом: Керч — Феодосія — Білогірськ — Сімферополь — Бахчисарай — Севастополь.
1. ↑  Новая трасса "Таврида" в Севастополе: как идут работы - Лента новостей Крыма. crimea-news.com. 12 травня 2023. Процитовано 3 липня 2023.
2. ↑  Підрядник будівництва траси «Таврида» отримав 1,6 мільярда рублів. Крым.Реалии (укр.). 25 листопада 2017. Процитовано 3 липня 2023.